# Championnat de France de rugby à XV 1897-1898
Navigation
1896-1897 1898-1899
La septième édition du championnat de France de football-rugby eût lieu lors de la saison 1897-1898 et est remporté par le Stade français, leader du classement.
Comme la saison précédente, le titre est attribué au club qui termine en tête du classement d'une poule de six équipes en compétition.
Il s'agit de la dernière édition qu'entre clubs parisiens du championnat.

## Participants
Six équipes parisiennes se disputent le titre de champion de France sur matchs secs.
- Stade français (champion 1897)
- Cosmopolitan club d'Argenteuil
- Ligue athlétique
- Olympique
- Racing club de France
- Union athlétique du Ier arrondissement

## Classement final
L'USFSA publie dans son journal le tableau final du Championnat 1898.
| no | Club                     | Pts | J | V | N | D | Pp. | Pc. |
| -- | ------------------------ | --- | - | - | - | - | --- | --- |
| 1  | Stade français T         | 10  | 5 | 5 | 0 | 0 | 103 | 6   |
| 2  | Racing CF                | 6   | 5 | 3 | 0 | 2 | 75  | 30  |
| -  | Olympique                | 6   | 5 | 3 | 0 | 2 | 40  | 15  |
| -  | Ligue athlétique         | 6   | 5 | 3 | 0 | 2 | 32  | 63  |
| 5  | UA du Ier arrondissement | 2   | 5 | 1 | 0 | 4 | 21  | 62  |
| 6  | Cosmopolitan club        | 0   | 5 | 0 | 0 | 5 | 6   | 70  |

### Matchs
| Date            | Club (domicile)   | Score   | Club (extérieur)  | Lieu                                      |
| --------------- | ----------------- | ------- | ----------------- | ----------------------------------------- |
| 16 janvier 1898 | Ligue athlétique  | 21 - 10 | UA du Ier         | Terrain de Bécon-les-Bruyères, Courbevoie |
| 23 janvier 1898 | Olympique         | 11 - 0  | UA du Ier         | Terrain de Bezons, La Garenne-Colombes    |
| 6 février 1898  | Olympique         | 20 - 0  | Cosmopolitan club | Terrain de Bezons, La Garenne-Colombes    |
| 13 février 1898 | Racing CF         | 9 - 5   | UA du Ier         | Terrain de Collanges, Levallois-Perret    |
| 13 février 1898 | Cosmopolitan club | 0 - 8   | Ligue athlétique  | ?, Argenteuil                             |
| 27 février 1898 | Stade français    | 26 - 0  | Ligue athlétique  | Terrain de Bécon-les-Bruyères, Courbevoie |
| 27 février 1898 | Cosmopolitan club | 0 - 20  | UA du Ier         | ?, Argenteuil                             |
| 6 mars 1898     | Cosmopolitan club | 0 - 33  | Racing CF         | ?, Argenteuil                             |
| 6 mars 1898     | Stade français    | 18 - 0  | UA du Ier         | Terrain de Bécon-les-Bruyères, Courbevoie |
| 13 mars 1898    | Olympique         | 6 - 3   | Racing CF         | Terrain de Bezons, La Garenne-Colombes    |
| 13 mars 1898    | Stade français    | 34 - 0  | Cosmopolitan club | Terrain de Bécon-les-Bruyères, Courbevoie |
| 20 mars 1898    | Stade français    | 12 - 3  | Olympique         | Terrain de Bécon-les-Bruyères, Courbevoie |
| 20 mars 1898    | Racing CF         | 27 - 3  | Ligue athlétique  | Terrain de Collanges, Levallois-Perret    |
| 27 mars 1898    | Stade français    | 16 - 3  | Racing CF         | Terrain de Bécon-les-Bruyères, Courbevoie |
| 3 avril 1898    | Olympique         | Forfait | Ligue athlétique  | Terrain de Bezons, La Garenne-Colombes    |